# Gråsjälsbådan (vid Lappörarna, Korsholm)
Gråsjälsbådan är en ö i Finland. Den ligger i Norra kvarken och i kommunen Korsholm i den ekonomiska regionen  Vasa i landskapet Österbotten, i den västra delen av landet. Ön ligger omkring 40 kilometer nordväst om Vasa och omkring 410 kilometer nordväst om Helsingfors.
Öns area är 3 hektar och dess största längd är 320 meter i öst-västlig riktning.